# Râul Beta, Mureș
Râul Beta este un mic curs de apă, afluent al râului Târnava Mare. 

## Hărți
- Harta județului Harghita